# Mikrogram
Mikrogram – pochodna jednostka masy w układzie SI, symbol µg, równa jednej milionowej grama (0,000001 g). Przedrostek "mikro" = 0,000001
Grecka litera µ (czytaj [mi]) odpowiada małej literze m w alfabecie łacińskim (duże litery wyglądają w obu alfabetach identycznie, M).
Spotyka się czasami masę wyrażoną za pomocą ug - jest to przybliżony zapis oznaczający µg ale zapisany przy pomocy alfabetu łacińskiego (dotyczy to również innych jednostek przy których wykorzystuje się przedrostek mikro-, np. um czyli µm).
Mikrogramy stosuje się przy podawaniu małych mas rzędu 0,000001 g czyli 10-6 g. 
W niektórych kontekstach, na przykład w farmacji, mikrogramy są zapisywane jako mcg.